# Electra (San Diego)
Pour les articles homonymes, voir Electra.

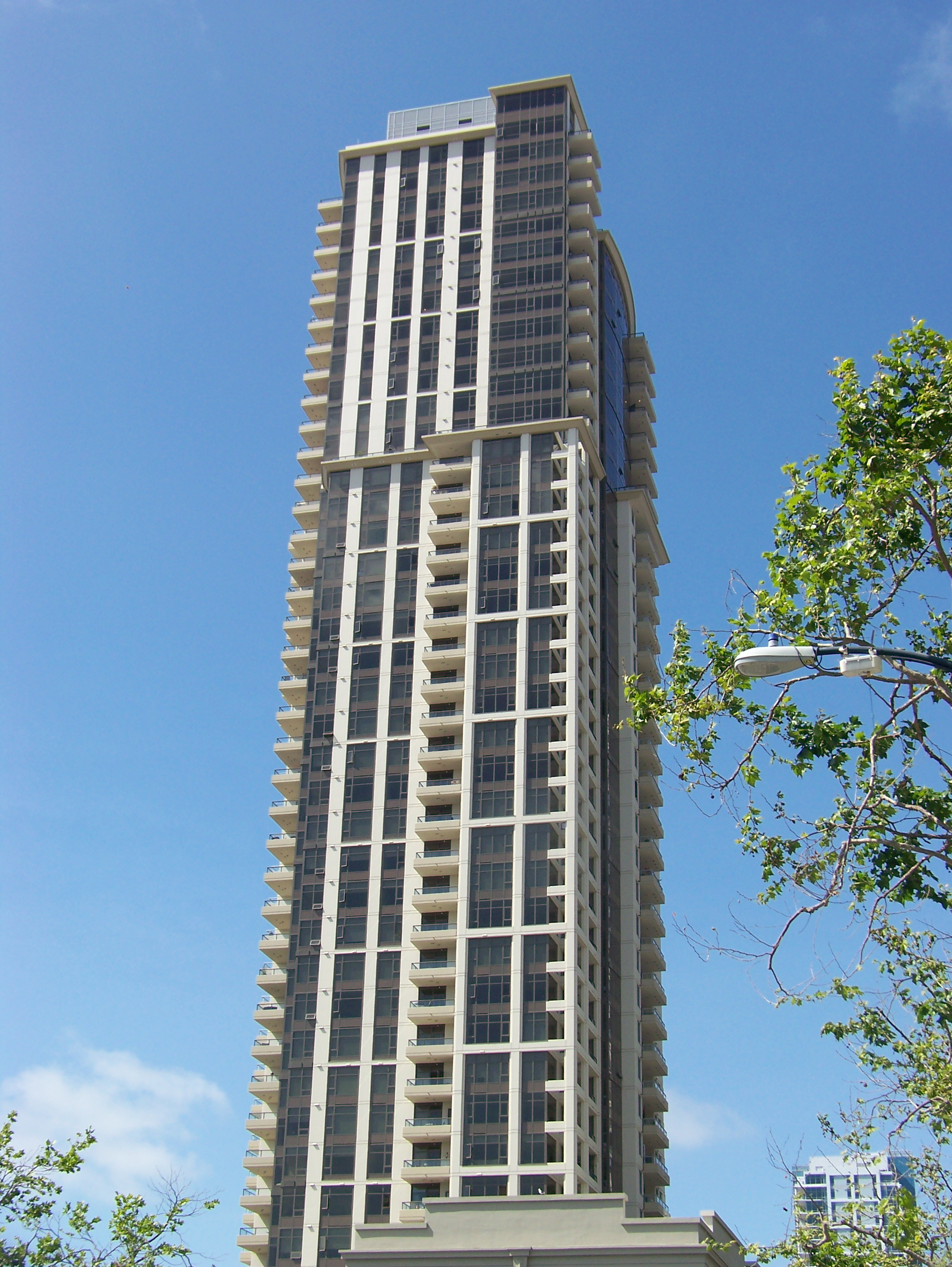
Electra

L’Electra est, avec une hauteur de 144,8 mètres, le plus haut immeuble résidentiel de San Diego, en Californie, aux États-Unis. Il comprend 43 étages et 248 chambres et a été achevé en 2008.